# Karneval in Angola
Der Karneval in Angola ist die größte kulturelle Veranstaltung des Landes, der in den Hauptstädten aller Provinzen gefeiert wird. Der größte Umzug findet in Luanda statt.

## Geschichte
Die ersten Entwürfe des Karnevals wurden in Angola mit der Ankunft der Portugiesen im 16. Jahrhundert an den Ufern des Kongo bei den Stämmen der Nzombo und der Nzaus eingeführt. Mit der Ausbreitung der portugiesischen Handelsposten entlang der Küste wurde dieses Fest immer weiter nach Süden gebracht. Der erste große Karneval mit mehreren Umzugsgruppen und -wagen fand 1620 in Luanda statt. Dabei handelte es sich eigentlich um eine kirchliche Feier der Jesuiten zur Kanonisierung des Heiligen Franziskus Xaver. Sie versuchten, ihr Anliegen mit den traditionellen Feierlichkeiten zu verbinden und brachten zum Umzug reich verzierte allegorische Wagen, wie ein Ungeheuer mit sieben Köpfen, ein. Auch das Militär nahm daran mit Arkebusen- und Musketensalven teil sowie eine Umzugsgruppe aus São Tomé. Diese Tradition setzte sich bis zur liberalen Reform in Portugal von 1821 fort, die durch einen starken Antiklerikalismus  gekennzeichnet war. Der Anlass des Karnevals war nunmehr der Geburtstag des Königs. Bereits 1620 wurde der Karnevalsumzug von einem „König“ und einer „Königin“ angeführt.
In der fast 500-jährigen Geschichte des Karnevals in Angola gab es drei Unterbrechungen:
- In den 1940er Jahren mit Ausbruch des Zweiten Weltkriegs,
- von 1961 bis 1963, nachdem am 4. Februar 1961 Guerillakämpfer der MPLA koordinierte Angriffe auf die Gefängnisse São Paulo und Casa de Reclusão durchgeführt und  politische Häftlinge befreit hatten,
- nach der Unabhängigkeit Angolas 1975, bis der erste Präsident Agostinho Neto ihn 1978 als öffentliches Fest zur Erholung des Volkes mit dem Satz “Ao nosso Carnaval havemos de voltar” (Zu unserem Karneval müssen wir zurückkehren)[1] wiedereinführte.

## Karneval von Luanda
Der größte Karnevalsumzug des Landes findet in der Hauptstadt auf dem Prachtboulevard Avenida 4 de Fevereiro statt. Es nehmen jährlich über 40 Gruppen aus den verschiedenen Stadtvierteln teil, darunter 15 Kindergruppen. Sie geben für die Teilnahme durchschnittlich 22.400 Euro je Erwachsenen- und 9650 Euro je Kindergruppe aus und werden dabei vom Staat mit 11.600 bzw. 3900 Euro unterstützt. Jede Gruppe tritt mit einem bestimmten Tanzstil auf. Zu den populärsten Tanzstilen gehören der Semba, Kabetula, Kazukuta und Dizanda. Die verschiedenen Gruppen treten in einen Wettstreit um den ersten, zweiten und dritten Preis auf einer Strecke von 400 m Länge und 12 m Breite gegeneinander an. Bewerten werden von der Jury Kostüme, Tanz, Gesang, Allegorie, Choreographie und die Phalanx der Unterstützer. Die Sieger erhalten 1,5 Millionen Kwanzas (3000 Euro).